# Nittedal
Nittedal – norweska gmina leżąca w regionie Akershus.
Nittedal jest 338. norweską gminą pod względem powierzchni.
W miejscowości jest stacja kolejowa Nittedal.

## Demografia
Według danych z roku 2005 gminę zamieszkuje 19 578 osób. Gęstość zaludnienia wynosi 104,86 os./km². Pod względem zaludnienia Nittedal zajmuje 47. miejsce wśród norweskich gmin.
| ludność stan na 1 stycznia 2005 |         |           |        |
|                                 | kobiety | mężczyźni | razem  |
| osób                            | 9732    | 9846      | 19 578 |
| %                               | 49,71%  | 50,29%    | 100%   |

| wykształcenie stan na 1 października 2004 |        |         |        |        |
|                                           | podst. | średnie | wyższe | niezn. |
| osób                                      | 2632   | 8187    | 3629   | 338    |
| %                                         | 17,8%  | 55,37%  | 24,54% | 2,29%  |

## Edukacja
Według danych z 1 października 2004:
- liczba szkół podstawowych (norw. grunnskolar): 10
- liczba uczniów szkół podst.: 3092

## Władze gminy
Według danych na rok 2011 administratorem gminy (norw. rådmann) jest Bitten Sveri, natomiast burmistrzem (norw. ordfører, d. borgermester) jest Mette Tønder.